# Mads Østergaard Kristensen
 Der er flere personer med dette navn, se Mads Kristensen.
Mads Østergaard Kristensen (født 26. januar 1998 i Varde) er en forhenværende cykelrytter fra Danmark, der senest var på kontrakt hos Leopard TOGT Pro Cycling.

## Karriere
Østergaard Kristensen begyndte at cykle hos Varde Cykelklub. Som juniorrytter skiftede han i 2015 til Herning Cykle Klub. Her kørte han også sine første år som senior, og vandt i 2019 tre DCU licensløb i A-rækken. Fra 2020 skiftede han til det danske kontineltalhold ColoQuick Cycling.
Den 29. maj 2021 vandt Mads Østergaard karrieres hidtil største sejr, da han kom først over målstregen i UCI Europe Tour-løbet Grand Prix Herning.